# Hebbalu
Hebbalu è una suddivisione dell'India, classificata come census town, di 1.471 abitanti, situata nel distretto di Mysore, nello stato federato del Karnataka. In base al numero di abitanti la città rientra nella classe VI (meno di 5.000 persone).

## Geografia fisica
La città è situata a 12° 21' 35 N e 76° 36' 31 E.

## Società

### Evoluzione demografica
Al censimento del 2001 la popolazione di Hebbalu assommava a 1.471 persone, delle quali 761 maschi e 710 femmine. I bambini di età inferiore o uguale ai sei anni assommavano a 261, dei quali 145 maschi e 116 femmine. Infine, coloro che erano in grado di saper almeno leggere e scrivere erano 1.050, dei quali 548 maschi e 502 femmine.